# Pseudorhinoplus variegatus
Pseudorhinoplus variegatus är en stekelart som först beskrevs av Granger 1949.  Pseudorhinoplus variegatus ingår i släktet Pseudorhinoplus och familjen bracksteklar. Inga underarter finns listade i Catalogue of Life.